# 瘋狂麥斯系列
《疯狂的麦克斯》（英語：Mad Max）是澳大利亞一系列未來動作冒險、末日幻想電影。
首部電影《疯狂的麦克斯》為喬治·米勒執導，並與拜倫·甘迺迪共同編劇，於1979年上映。隨後的第二集《疯狂的麦克斯2》於1981年上映，第三集電影《疯狂的麦克斯3》於1985年上映。持續至今，該系列的末日幻想對大眾文化的影響已持續許久。
電影的第四部因故難產多時。2009年5月，據報導，第四部《瘋狂麥斯：憤怒道》已在進行勘景，然而製作卻被延遲，直到2012年6月才完成拍攝，並於2015年5月上映。。

## 譯名
在台灣上映版本名稱，第一集普遍被媒體錯植為第二集片名。1979年第一集片名為，1981年续集片名才是，1985年第3部上映。由汤姆·哈迪饰演麦克斯的第四集《瘋狂麥斯：憤怒道》於2015年上映。

## 電影

### 《疯狂的麦克斯》（1979）
麥斯·洛克坦斯基是一位主力巡警隊（MFP）巡警，維護位於澳大利亞公路的和平。麥斯他很安靜，幾乎很少說話，他似乎不會注重自己工作的名譽。他與他的妻子潔西有一個家庭，擁有一位年幼的兒子斯普格（澳大利亞俚語，意為「孩子」）。表面上麥斯他是主力巡警隊中最好的一名巡警，因為他冷酷無情的追捕罪犯獲得了大量的功績。有天「斷指老大」托卡特率領的飛車黨成員強尼小子襲擊了他的同事吉姆·「古斯」·雷恩並慘遭活活燒死，使「古斯」在主力巡邏隊殉職，並讓麥斯產生恐懼，暫時離職主力巡警隊。這時這群飛車份子橫衝直撞，遇見了已去度假的潔西與斯普格，原本潔西帶著兒子斯普格逃命，但慘遭殺害，趕到現場的麥斯痛不欲生與憤怒，回到了主力巡警隊的車庫開出警車「V8攔截者」，將對這群橫行的飛車份子復仇。

### 《疯狂的麦克斯2》（1981）
延伸第一部劇情的五年後，文明社會已經崩毀，麥斯在他的荒郊新家徘徊著，他靠他的追蹤能力發現了一個偏遠的一群人駐守的石油鑽探站和煉油廠遭猛格大王所率領的摩托車團搶劫。幾乎失去了所有剩餘家當的他，包括他的狗和他的車V8攔截者，同意這裡的居民幫助他們逃離猛格大王的搶劫。雖然這次麥斯失去了所有的一切，但他還是發揮人性願意幫助他人，最後還是選擇繼續在地球上孤單流浪著。

### 《疯狂的麦克斯3》（1985）
繼《疯狂的麦克斯2》中的猛格大王所率領的飛車份子所組成的團隊失利後十五年，從這次事件後，麥斯一直在內陸地區流浪，自己的頭髮也變長了，他的巡警制服已破爛不堪少部分依然還穿著在身上，直到他流浪到巴特鎮，並幫助山谷的原始部落避免他們遭受巴特鎮的統治者安特姨娘（蒂娜·特纳飾）的追擊，而展開了一場激戰與冒險。這部電影中，麥斯最終也圓滿的恢復了人性與自己的靈魂，再次犧牲自己的幸福為他人著想。

### 《瘋狂麥斯：憤怒道》（2015）
主角麥斯改由湯姆·哈迪飾演。故事設定於人類文明崩落後的世界，沒有法治和憐憫，水和石油是珍貴的資源。妻小遭到惡徒殺害的「瘋狂」麥斯決定獨自在這末日浩劫後的世界懲奸除惡，這時卻遇上了一心想要生存而重返家園的芙莉歐莎等人，兩人面臨狂野惡徒的威脅該如何對抗呢....？

### 《芙莉歐莎：瘋狂麥斯傳奇篇章》（2024）
本作為《瘋狂麥斯：憤怒道》的前傳。隨著世界的崩潰，年輕的芙莉歐莎被從眾母綠地抓走，並落入軍閥德門圖斯所領導的摩托幫手中。當兩個暴君爭奪城堡的統治權時，芙莉歐莎將密謀穿越荒地回到家鄉的過程中經歷了重重考驗。

### 《瘋狂麥斯：荒蕪大地》（待定）
2015年3月，哈迪透露，繼《憤怒道》之後，他將出演另外三部《瘋狂麥斯》電影。《憤怒道》上映後，米勒宣布續集正在開發中，暫定名為《瘋狂麥斯：荒蕪大地》。到2016年1月，在誤導性報導該系列已經結束後，米勒再次確認他正在製作後續電影。2019年7月，在繼續生產之前必須解決有關未付收入的問題，該問題已解決。

## 遊戲
- （1990）
- （2015）

## 未來

### 電影計劃
米勒和麥卡錫在編寫《瘋狂麥斯：憤怒道》時，他們認為這還有足夠的發展空間，因此又完成了兩份劇本。其中一項劇本為《Mad Max: Furiosa》，米勒期望能在《瘋狂麥斯：憤怒道》上映之後接著開拍。2015年3月，湯姆·哈迪在接受《君子雜誌》的採訪時透露，他已簽下後續《瘋狂麥斯：憤怒道》等三部續集片約。5月，米勒決定將續集名稱定為《瘋狂麥斯：荒蕪大地》。

### 動畫
米勒一直在發展《衝鋒飛車隊》的動畫版，但至今仍未有後續消息。

## 回響

### 票房
| 電影                        | 上映日期       | 票房總額        | 票房總額        | 票房總額            | 票房總額         | 預算        | 參考                 |
| 電影                        | 上映日期       | 澳大利亞        | 北美            | 其他地區            | 全球             | 預算        | 參考                 |
| --------------------------- | -------------- | --------------- | --------------- | ------------------- | ---------------- | ----------- | -------------------- |
| 疯狂的麦克斯                | 1979年4月12日  | $535萬5490澳元  | $875萬美元      | $9125萬美元（大約） | $1億美元（大約） | $38萬澳元   | [ 12 ] [ 13 ]        |
| 疯狂的麦克斯2               | 1981年12月24日 | $1084萬7491澳元 | $2366萬7907美元 | 不適用              | 不適用           | $450萬澳元  | [ 12 ] [ 14 ]        |
| 疯狂的麦克斯3               | 1985年7月10日  | $427萬2802澳元  | $3623萬0219美元 | 不適用              | 不適用           | $1200萬澳元 | [ 12 ] [ 15 ] [ 16 ] |
| 瘋狂麥斯：憤怒道            | 2015年5月15日  | $498萬3738澳元  | $1.527億美元    | $2億2050萬美元      | $3億7400萬美元   | $1.5億美元  | [ 17 ]               |
| 芙莉歐莎：瘋狂麥斯傳奇篇章  | 2024年5月23日  | 不適用          | 不適用          | 不適用              | 不適用           | $1.68億美元 |                      |
| 總計                        | 總計           | 不適用          | 不適用          | 不適用              | 不適用           | 不適用      | 不適用               |
| 說明 - 灰色格子代表無資料。 |                |                 |                 |                     |                  |             |                      |

### 專業評價
| 電影                 | 爛番茄           | Metacritic     |
| -------------------- | ---------------- | -------------- |
| 《疯狂的麦克斯》     | 95%（43條評論）  | 76（6條評論）  |
| 《疯狂的麦克斯2》    | 100%（36條評論） | 76（9條評論）  |
| 《疯狂的麦克斯3》    | 81%（37條評論）  | 80（12條評論） |
| 《瘋狂麥斯：憤怒道》 | 98%（230條評論） | 89（43條評論） |

## 文化影響
- 溫子仁和雷·沃納爾表示，第一集最後，強尼試圖鋸斷腳上的鐵鍊或自己的腳來脫困一橋段，而啟發了整個《奪魂鋸》系列[26]。
- 喬許·G·亞伯拉罕於2001年推出的單曲「Addicted to Bass」的MV中亦有引用了V8攔截者[27]。
- 流行歌手凱莎指出，她所進行Get Sleazy Tour的巡迴演唱是受到《衝鋒飛車隊》系列很深的影響，她和朋友所穿的衣服容易使人想到《衝鋒飛車隊》系列的角色[28]。
- 導演吉勒摩·戴托羅[29]、大衛·芬奇[30]和勞勃·羅里葛茲[31]聲稱都曾在自己的電影中引用第二集的一個喜歡的橋段。詹姆斯·卡麥隆稱讚過第二集和《星際大戰》，指出這對他都有著很重要的影響[32]。
- 2015年，NBC節目《美國之聲》的電視廣告就有引用了第三集的雷霆競技場概念[33]。
- 經典漫畫《北斗神拳》的故事風格、世界觀架構，甚至服裝和角色設定，都參考自第二集《衝鋒飛車隊》[34]，而且同時混合了中國拳法等元素，成為日本動漫史上的重要作品。
- 在動畫《瑞克和莫蒂》第三季第二集中，該集的劇情惡搞了《衝鋒飛車隊》的每一部電影。

## 外部連結
- Mad Max Wiki （页面存档备份，存于）